# Xã Rochester, Quận Cass, Bắc Dakota
Xã Rochester (tiếng Anh: Rochester Township) là một xã thuộc quận Cass, tiểu bang Bắc Dakota, Hoa Kỳ. Năm 2010, dân số của xã này là 53 người.